# Куса (приток Алабамы)
Ку́са (утар. Куза; англ. Coosa River [ˈkuːsə-]) — левая составляющая реки Алабама в США, протекает на северо-западе Джорджии и востоке Алабамы. Длина реки 457 км.
Река Куса начинается при слиянии рек Устанаула и Этова в районе города Ром, штат Джорджия, и заканчивается на северо-востоке от столицы штата Алабама, Монтгомери. Сливаясь с рекой Таллапуса образуют Алабаму. Около 90 % реки Куса протекает в Алабаме. Округ Куса, штат Алабама, расположен на реке Куса.
Куса одна из наиболее широко используемых рек в штате Алабама. Большая часть реки используется компанией Alabama Power, подразделения Southern Company, которая владеет семью плотинами на реке Куса. Плотины производят гидроэнергию, однако плохо влияют на некоторые эндемичные виды, обитающие в реке Куса.